# Katechumenat

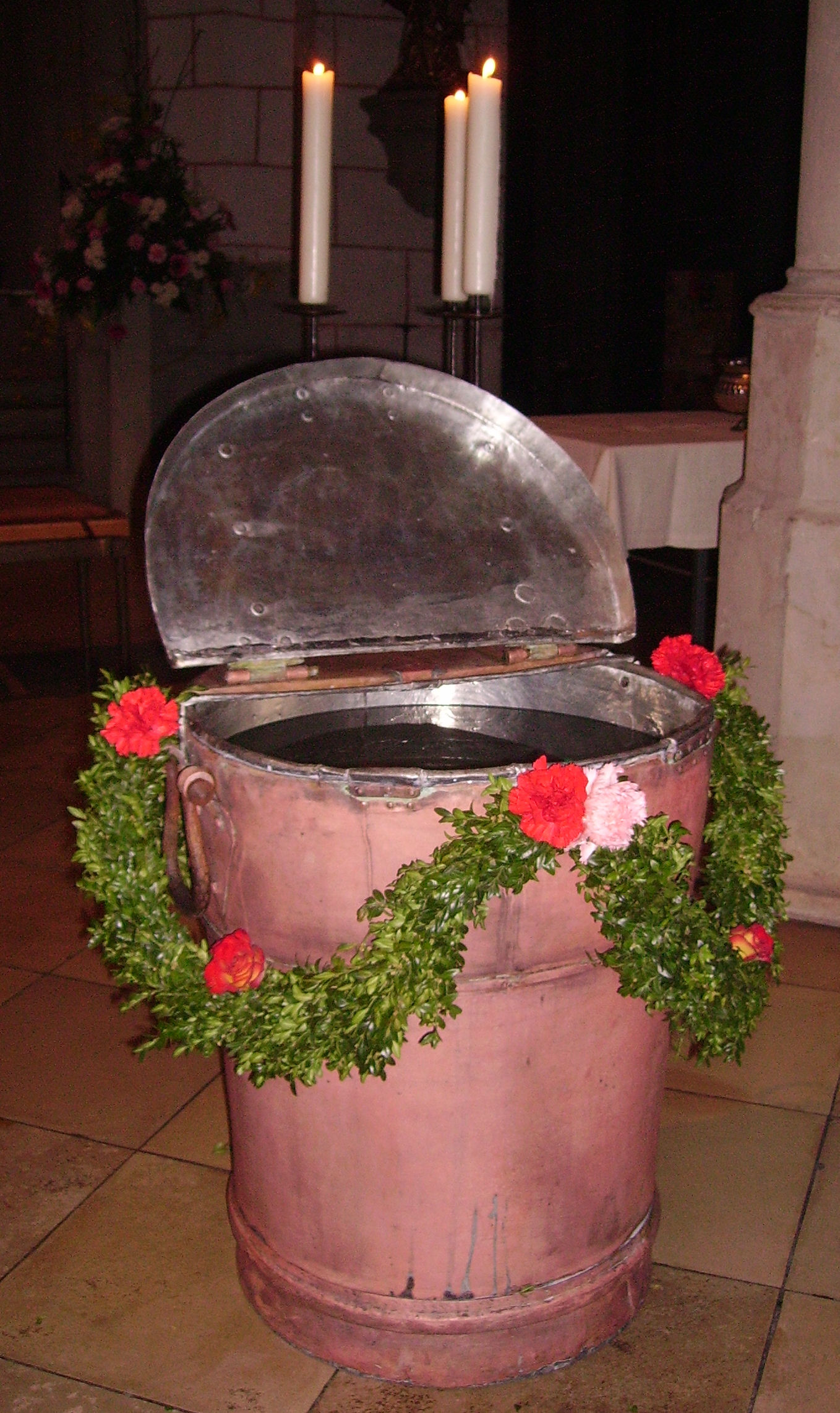
Taufwassergefäß

Der Katechumenat bezeichnet im Christentum die Vorbereitung eines Taufbewerbers (Katechumene) auf die Aufnahme in die Kirche durch die Taufe.
In manchen evangelischen Kirchen wird auch die Vorbereitungszeit auf die Konfirmation als Katechumenat bezeichnet. 

## Geschichte
In frühchristlicher Zeit bis ins 6. Jahrhundert traten neben Juden vorwiegend erwachsene Heiden zum Christentum über, die vor ihrer Taufe in einem Zeitraum von zwei bis drei Jahren mit dem Christsein vertraut gemacht und im Glauben unterwiesen wurden. Man unterschied dabei in der Regel zwei Stufen:
- die Audientes (lateinisch für „Hörer“) oder altgriechisch κατηχούμενοι (katēchoúmenoi „die unterrichtet werden“; seltener: χριστιανοί christianoí), die als Interessenten für einen Kircheneintritt am Gottesdienst teilnahmen, aber nur die biblischen Lesungen und die Predigt anhören durften, jedoch vor der Feier der Eucharistie den Raum verlassen mussten und auch an gewissen anderen kirchlichen Vollzügen nicht teilnehmen durften,
- die Competentes (in Rom: Electi „Erwählte“) oder φωτιζόμενοι (phōtizómenoi, „die erleuchtet werden“), die nach einer Prüfung (Erwählung) durch Handauflegung und Gebet unter die Taufkandidaten aufgenommen wurden und kurz vor der Taufe standen. Sie nahmen an besonderen Versammlungen teil mit Vorträgen und Gebeten um Befreiung vom Bösen. Grundlage war die Erläuterung des Glaubensbekenntnisses, das der Taufbewerber bei seiner Taufe ablegte, die damals nur oder bevorzugt in der Osternacht gespendet wurde. Hinzu kamen noch Einführungen in die christliche Morallehre, die Grundgebete und die zehn Gebote.

Im Mittelalter wurde die Kindertaufe zum Normalfall, die Katechese wurde damit hinter die Taufhandlung gesetzt. Erwachsenentaufen kamen, außer in Missionsgebieten, nur noch selten vor. Francisco de Borja, der dritte General der Jesuiten, erinnerte seine Mitbrüder in den jesuitischen Missionen an die altkirchliche Praxis des Katechumenates. Er wies sie an, nicht möglichst schnell und möglichst viel zu taufen, sondern die Taufbewerber sorgfältig auf die Taufe vorzubereiten. Man solle nicht mehr Taufbewerber taufen, als man im christlichen Glauben erhalten könne.

## Katechumenat in der römisch-katholischen und in der evangelischen Kirche

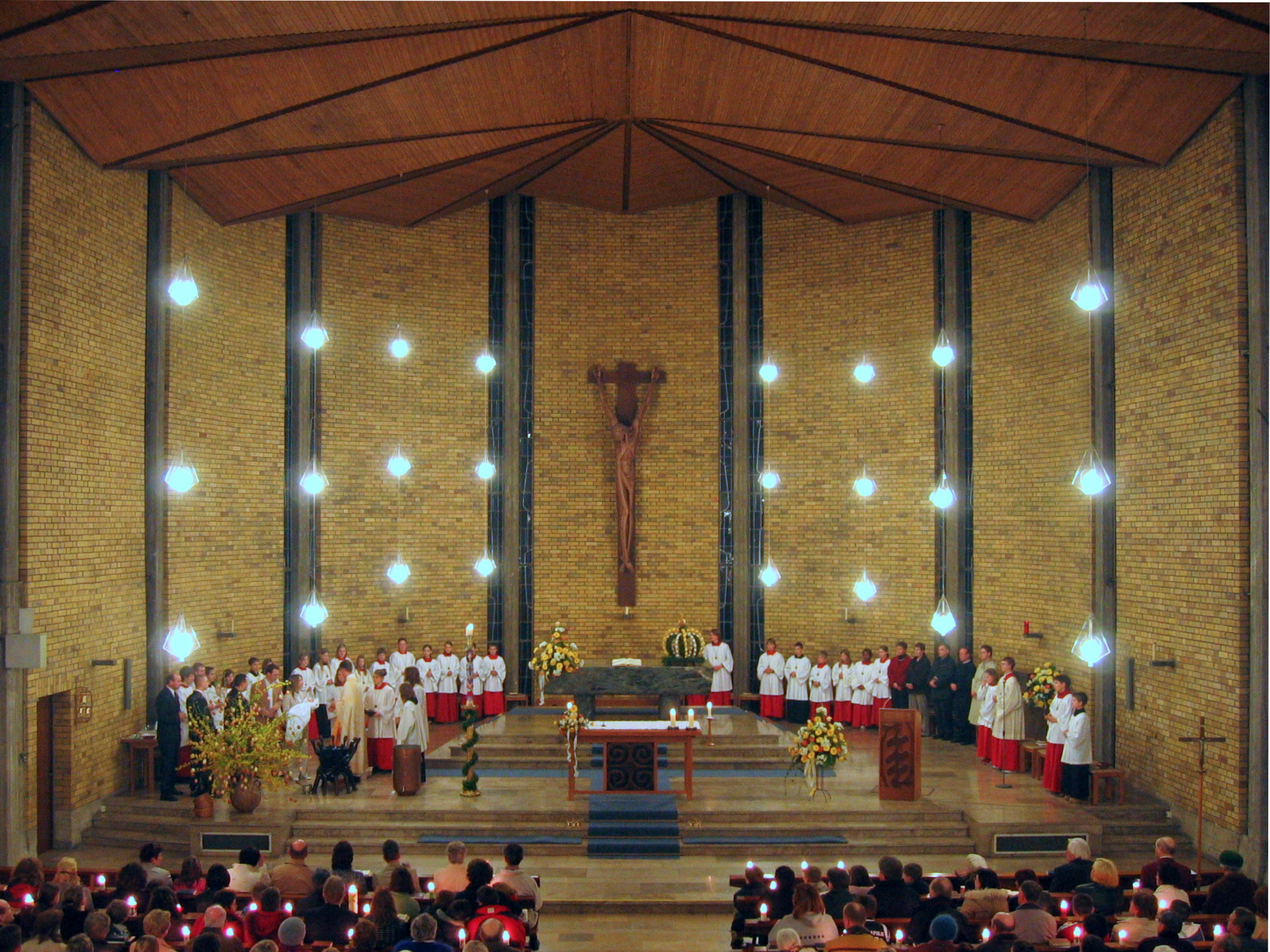
Tauffeier in der Osternacht

Die römisch-katholische Kirche hat mit dem Zweiten Vatikanischen Konzil weltweit die Wiederherstellung des Katechumenats vor der Taufe Erwachsener beschlossen (Liturgiekonstitution „Sacrosanctum Concilium“ Nr. 64.)
In den letzten Jahrzehnten gab es in Deutschland häufiger als früher Erwachsenentaufen. Eine Ursache dafür liegt in der Wiedervereinigung Deutschlands. In der Folge entschieden sich viele ungetaufte Erwachsene aus der ehemaligen DDR für den Glauben. Die katholischen und evangelischen Kirchen reagierten darauf mit einer bewussten Erneuerung der Hinführung zur Erwachsenentaufe und damit auch der Erwachsenenkatechese. Grundlage ist die Erkenntnis, dass die notwendige Vermittlung von Glaubenswissen mit dem Kennenlernen der Gemeinde, dem konkreten Mitleben des Kirchenjahres und der geistlichen Begleitung des Taufbewerbers verbunden sein muss. Darum wurden vielfach frühchristliche Stufen der Aufnahme in erneuerter Form wieder eingeführt, indem die Wegstrecke des Katechumenats von verschiedenen kleinen Feiern (Aufnahme in den Katechumenat, Segnung, Salbung mit dem Katechumenenöl) begleitet wird. Am Ende dieses Weges steht die Tauffeier, womöglich in der Liturgie der Osternacht. Dauer und Lehrplan des Katechumenats sind weder in der katholischen noch in der evangelischen Kirche einheitlich geregelt.
In manchen evangelischen Kirchen wird auch die Vorbereitungszeit auf die Konfirmation als Katechumenat bezeichnet, zum Teil auch das erste Jahr dieser Zeit (Jugendliche im ersten Jahr: Katechumenen; im zweiten Jahr: Konfirmanden).

## Katechumenat in evangelisch-freikirchlichen Gemeinden
Auch die evangelisch-freikirchlichen Gemeinden, die als Mitglieder der baptistischen Konfessionsfamilie die Kindertaufe ablehnen und ausschließlich die Gläubigentaufe praktizieren, bieten für Taufbewerber und am Thema Taufe Interessierte eine Taufvorbereitung an. Während es im Grundkurs des Glaubens um die zentralen Themen der Nachfolge Christi geht, behandelt der Taufkurs, der sich häufig an den Grundkurs anschließt, primär die Tauf- und Gemeindelehre, setzt aber auch seelsorgerliche Akzente. Zum evangelisch-freikirchlichen Katechumenat gehören auch die Gespräche des Taufbewerbers mit Mitgliedern der Gemeindeleitung und seinem Taufbegleiter. Am Ende der Taufvorbereitung steht das persönliche Glaubensbekenntnis des Täuflings vor der versammelten Gemeinde, die Taufempfehlung seiner Gesprächspartner sowie die nach seiner Taufe unter Handauflegung zu vollziehende Aufnahme in die Gemeinde.